# 遠位尿細管

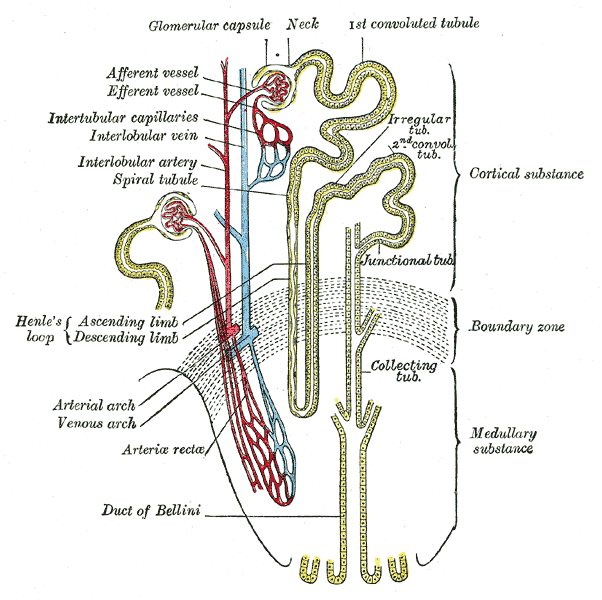
尿細管の模式図

遠位尿細管（えんいにょうさいかん、英語: Distal convoluted tubule）は、腎臓の尿細管のヘンレループから集合管までの部分である。

## 生理学
カリウム、ナトリウム、カルシウム、pHの変位には規則性がある。
- 炭酸水素塩を吸収し、濾過水にプロトン（水素イオン）を分泌することによってpHを調節している。
- ナトリウムとカリウムの濃度は、カリウムイオンの吸収とナトリウムイオンの分泌によって制御されている。遠位尿細管によるナトリウムの吸収は、アルドステロンによって制御されている。アルドステロンは、ナトリウム再吸収を増加させる作用を持つ。ナトリウムと塩素の再吸収は、WNKキナーゼと呼ばれる一群のキナーゼによっても触媒される。WNKキナーゼには、WNK1、WNK2、WNK3、WNK4の4つがある。WNK4はアドレナリンβ2レセプターと糖質コルチコイドによって制御されている。[1]
- カルシウムイオンの濃度は、副甲状腺から分泌されるパラトルモンによって制御されている[2]。
- 遠位尿細管では、アルギニンバソプレシン受容体2（英語版）（AVPR2）も作用する。

## 臨床での利用
サイアザイド系利尿薬は、遠位尿細管のNa-Cl共輸送体の活動を妨げることによってNa+/Cl-の再吸収を阻害する。

## 組織
組織学的に近位尿細管と遠位尿細管の細胞を区別することができる。蛋白尿が発生している場合に、これによって原因部位が特定される。
| 特徴       | 近位尿細管 | 遠位尿細管 |
| ---------- | ---------- | ---------- |
| 先端刷子縁 | ある       | ない       |
| 好酸球     | 多い       | 少ない     |
| 細胞質     | 多い       | 少ない     |
| 細胞核     | 見えにくい | 見えやすい |